# Actinotignum schaalii
 (novembre 2022).
Si vous disposez d'ouvrages ou d'articles de référence ou si vous connaissez des sites web de qualité traitant du thème abordé ici, merci de compléter l'article en donnant les références utiles à sa vérifiabilité et en les liant à la section « Notes et références ».
Espèce
Synonymes
- Actinobaculum schaalii Lawson et al. 1997

Actinotignum schaalii est un genre de bactéries de la famille des Actinomycetaceae. L'espèce Actinobaculum schaalii a été reclassée dans le genre Actinotignum depuis 2015.

## Habitat
Avec le développement des techniques modernes de la microbiologie (spectrométrie de masse), ces bactéries ont été de plus en plus souvent détectées dans les prélèvements urinaires chez la femme. L'espèce Actinotignum schaalii pourrait être considérée comme une bactérie commensale des muqueuses urinaires, autrement dit faisant partie du microbiote urinaire.

## Pouvoir pathogène
Actinotignum schaalii est un agent pathogène opportuniste responsable de cystites chez la femme. Cette espèce pourrait aussi être en cause dans des cas d'endocardite, de spondylodiscite, de cellulite et d'ostéomyélite.

## Caractères bactériologiques

### Morphologie

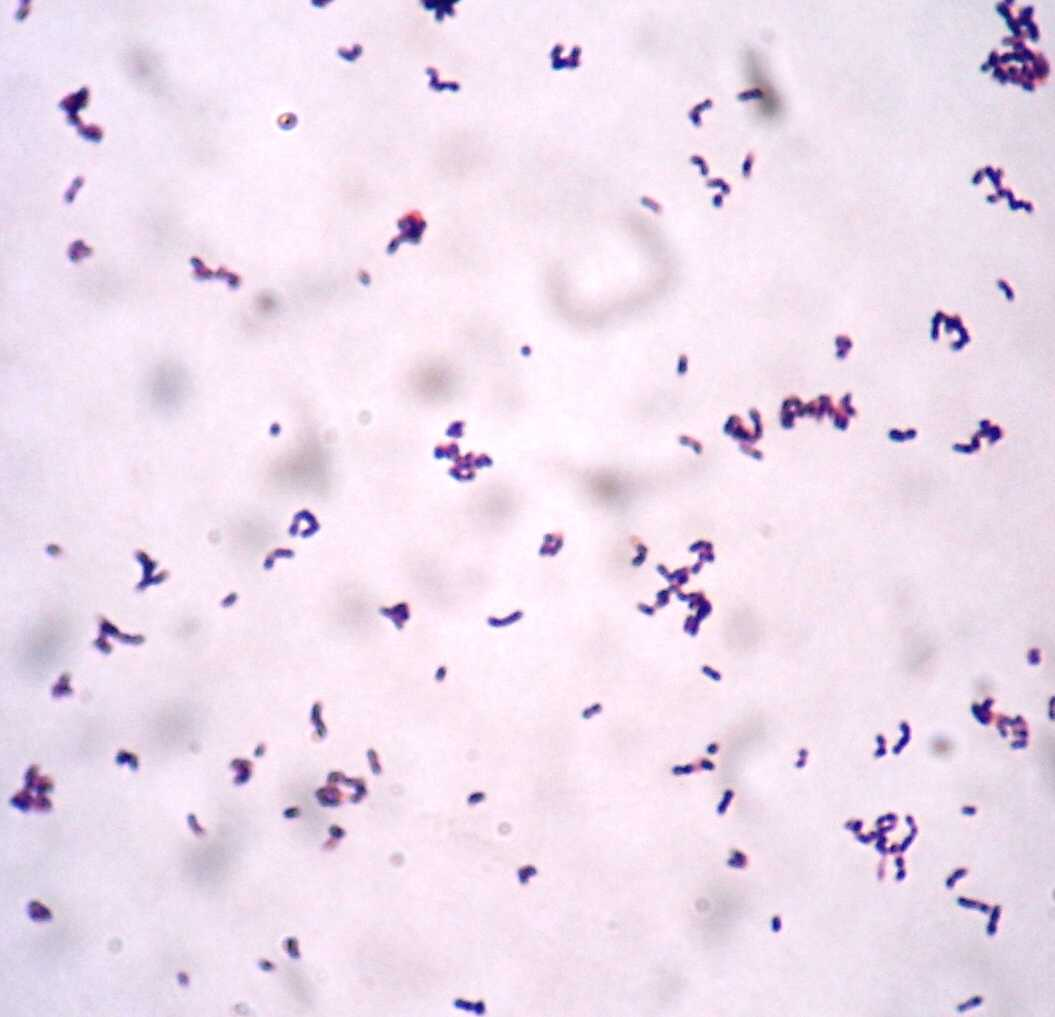

Bacille à Gram positif de petite taille, polymorphe (aspects coccoïdes à bacillaire vrai).

### Culture
Petites colonies grisâtres en 48 h. sur gélose Columbia au sang frais incubée à 35 °C en aérobiose et sous 5 % de CO2.

### Diagnostic
Catalase négative, l'identification se fait par Spectrométrie de masse ou par biologie moléculaire (séquençage de l'ARNr 16S).

## Traitements
Résistance naturelle au métronidazole, cotrimoxazole et à la ciprofloxacine. Le traitement de référence fait appel aux bêta lactamines.